# Павлоградский уезд
Павлоградский уезд — административная единица в составе Екатеринославской и Новороссийской губерний Российской империи. Центр — город Павлоград.

## История
Павлоградский уезд был образован в 1784 году в составе Екатеринославской губернии. В 1796 году причислен к Новороссийской губернии, в 1802 — вновь к Екатеринославской.
В 1876 — 1878 годы посевы в уезде серьёзно пострадали в связи с размножением хомяков.
Упразднён в 1923 году.

## Административное деление
В 1913 году в уезде было 25 волостей: Александровская, Артельская, Богдановская, Булаховская, Васильковская, Вердовская, Вязовская, Дмитриевская, Добровольская, Екатериновская, Коховская, Михайловская, Николаевская, Ново-Ивановская, Павлоградская, Петропавловская, Раздорская, Рождественская, Рудаевская, Самойловская, Славянская, Стешино-Черноглазовская, Троицкая, Хорошевская, Юрьевская.
В 1923 часть павлоградских волостей была передана в Близнецовский и Лозовской районы, которые затем отошли к Харьковской области.

## Население
По данным переписи 1897 года в уезде проживало 251,5 тыс. чел. В том числе украинцы — 79,7 %; русские — 14,4 %; евреи — 2,9 %; немцы — 2,3 %. В уездном городе Павлограде проживало 15 775 чел.